# Elisabeth Mollema
Elisabeth Mollema (Amsterdam, 20 september 1949) is een Nederlandse schrijfster van kinderboeken en thrillers.

## Levensloop
Mollema studeerde sociologie, ging een jaar op een universiteit werken, maar besloot om journalist te worden. Nadat zij een boek had geschreven over Tweelingen (voor volwassenen), stelde haar uitgever voor om kinderboeken te gaan schrijven. Haar eerste kinderboek De Schat in de Verboden Duinen publiceerde zij in 1986. Na ongeveer veertig kinderboeken over de meest uiteenlopende onderwerpen en voor alle leeftijden te hebben geschreven, begon ze met het schrijven van thrillers. Na een aantal thrillers schrijft ze sinds 2018 alleen weer jeugdboeken.